# Na wczasach
Kajko i Kokosz na Wczasach – komiks autorstwa Janusza Christy z serii Kajko i Kokosz, oryginalnie publikowany w odcinkach w magazynie Świat Młodych w 1977 roku. Album (jako pierwszy w serii) doczekał się przekładu na język francuski - „Kaïko et Kokoche: En vacances”

## O komiksie
Historia stanowi rodzaj komedii pomyłek, w której Kajko i Kokosz wplątują się z jednej niebezpiecznej przygody w kolejną. W komiksie powraca postać Woja Wita, którego Kajko i Kokosz wpierw poznali w albumie Szranki i konkury. Dialog przy pierwszym spotkaniu bohaterów z Witem jest napisany w sposób dwuznaczny, dzięki czemu można interpretować go za równo jako pierwsze spotkanie postaci jak i kolejne. Z komiksu pochodzi wiele znanych cytatów („Za dodatkową opłatą nasz pokładowy trubadur umili wam rejs nie śpiewając już przeboju”), jak i subtelnych nawiązań satyrycznych.

## Fabuła komiksu
Do grodu Mirmiłowa przybywa urzędnik rozdający skierowania na wczasy, niestety posiadający tylko jedno skierowanie (musiał wpierw obsłużyć inne grody). Poprzez losowanie skierowanie wpada w ręce Kajka. Ponieważ Kokosz rozpacza, że zostanie w grodzie bez przyjaciela, Kajko postanawia zabrać przyjaciela na gapę. Po drodze przyjaciele ciągle wpadają na marzącego o walecznych czynach Woja Wita, który przez swoją obsesję wyzywania wszystkich napotkanych mężczyzn na pojedynek ciągle pakuje bohaterów w różne kłopoty. Po dotarciu na miejsce okazuje się, że wczasy są w ośrodku leczniczym, co bardzo nie odpowiada Kokoszowi. Gdy zostaje odkryte, że Kokosz przebywa na wczasach „nielegalnie” bohaterowie są zmuszeni uciekać. Wpierw jednak muszą ratować Wita, który wyzwał miejscowego kapłana na pojedynek i za karę ma być stracony. Kapłan posiada magiczny miód Porewita po wypiciu którego umie kontrolować innych swoim wzrokiem. Z pomocą służki kapłanki przyjaciele ratują Wita, tylko pakując się w kolejne tarapaty lądując w krainie Wikingów.
Jako wątek poboczny Zbójcerze realizują plan zdobycia grodu poprzez podkop.